# Batrisodes longwangshanus
Batrisodes longwangshanus (лат.) — вид мирмекофильных жуков-ощупников (Pselaphinae) из семейства стафилиниды. Названы по типовому местонахождению (Longwang Shan N. R.).

## Распространение
Китай, Zhejiang, Longwang Shan N. R..

## Описание
Мелкие коротконадкрылые жуки. Длина тела 2,2 мм, длина головы 0,5 мм. Основная окраска красновато-коричневая. Булава усиков  3-члениковая. Глаза из 15 фасеток. Усики 11-члениковые, брюшко из 5 видимых тергитов. Вертлуги короткие, ноги прилегают к тазикам. Надкрылья в базальной части с 3 ямками. Собраны в лесной подстилке.